# Área de conservación marina nacional del Lago Superior

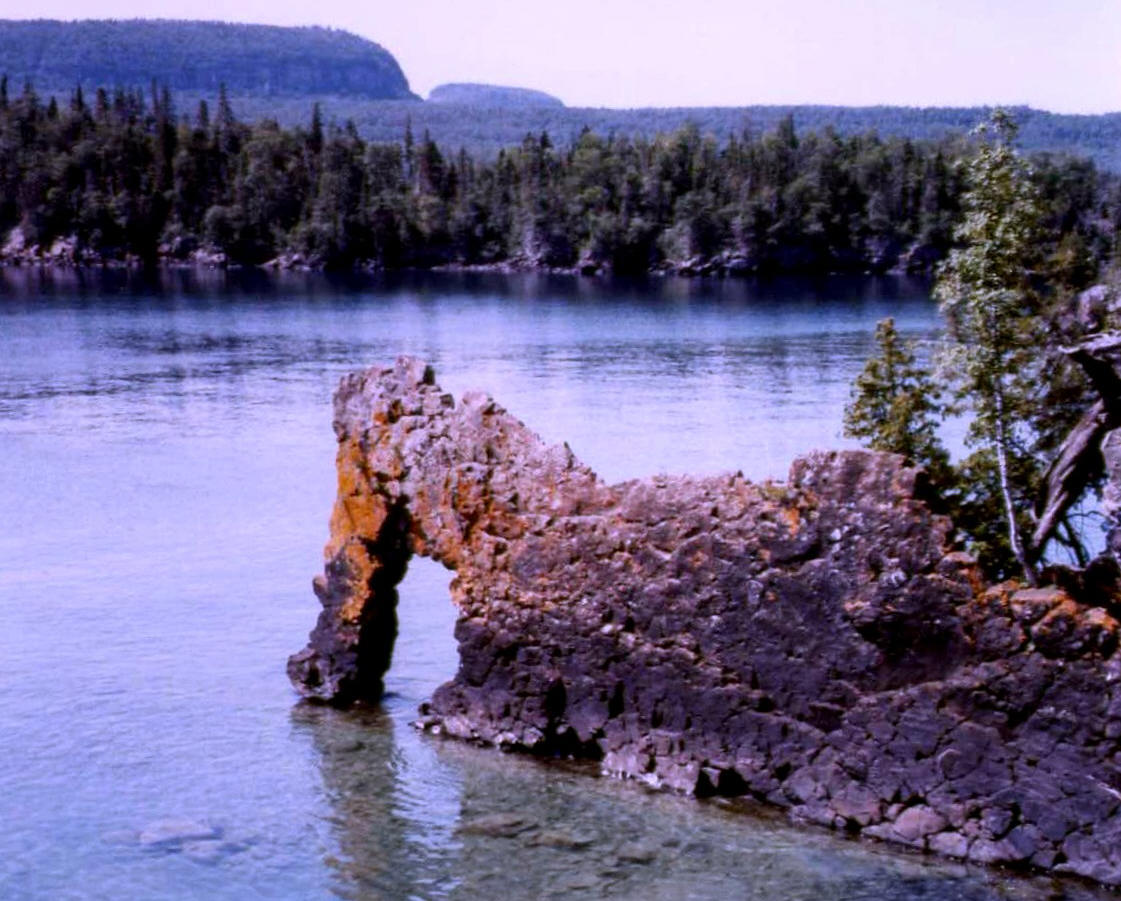
Arco de León Marino y Gigante Durmiente, costa del Lago Superior, Ontario

El Área de Conservación Marina Nacional del Lago Superior (en francés: Aire marine nationale de conservation du Lac-Supérieur) es un Área de Conservación Marina Nacional (NMCA, por sus siglas en inglés) en la orilla norte del Lago Superior en Ontario, y es una unidad del sistema de parques nacionales. Establecida el 1 de septiembre de 2015, es la mayor zona marina protegida de agua dulce del mundo.
Aunque anteriormente se habían creado parques marinos nacionales y una reserva, que se gestionaban como NMCA, ésta fue la primera zona del Canadá designada como "Zona de Conservación Marina Nacional" según la definición de la Ley de Zonas de Conservación Marina. Los planes para crearla fueron anunciados por primera vez por el Primer Ministro canadiense Stephen Harper el 25 de octubre de 2007, en Nipigon (Ontario). La zona es una unidad del sistema de parques nacionales del Canadá administrada por Parks Canada.
La zona de conservación se extiende 140 kilómetros (87 millas) hacia el este desde Thunder Bay, desde Thunder Cape en el oeste, en la punta del Parque Provincial del Gigante Durmiente, hasta Bottle Point en el este, y se extiende hacia el sur hasta la frontera entre el Canadá y los Estados Unidos, enlazando con el parque nacional Isle Royale. El río Nipigon y el lago Nipigon se encuentran al norte.

## Proceso de designación
Las propuestas para proteger la zona se sugirieron por primera vez a mediados del decenio de 1990, y los planes oficiales se anunciaron por primera vez en 2002.
El área de conservación marina se propuso tras un debate con los representantes provinciales y de las Primeras Naciones. Las Primeras Naciones de la zona, representadas por Wilfred King, el gran jefe regional de la región superior del norte, apoyaron la propuesta una vez que estuvieron convencidos de que respetaba el Tratado de Robinson sobre el lago Superior de 1850.
Parques del Canadá distribuyó cuestionarios a los residentes locales como una consulta pública. El 67% de los encuestados apoyó la "mayor área de designación posible", el 13% se opuso a cualquier designación de NMCA, y el resto apoyó alguna forma de protección reflejada en NMCA.
En junio de 2015, el gobierno federal presentó un proyecto de ley para crear el NMCA, que recibió el asentimiento real el 24 de junio. La ley especificaba que el NMCA entraría en vigor el día de la aprobación o el 1 de septiembre de 2015, lo que fuera más tarde. Con la aprobación dada en junio, el parque fue creado legalmente el 1 de septiembre.

## Ecología
El Área de Conservación Marina Nacional del Lago Superior cubre aproximadamente 10.000 km² de lecho del lago, su agua dulce superpuesta y la costa asociada en 60 km² de islas y tierra firme. La zona alberga numerosas especies, entre ellas garzas, halcones peregrinos y águilas calvas. Las aguas de desove y cardúmenes de peces de aguas frías profundas, como el corégono blanco, el arenque de lago, el walleye y la trucha de lago estarán protegidas por esta zona. Las zonas de alimentación y parto del caribú están situadas en la orilla. El Lago Superior alberga unas 70 especies de peces.
La designación oficial impide la extracción de recursos u otras operaciones que puedan dañar los ecosistemas acuáticos o terrestres en la zona de conservación. Sin embargo, según el acuerdo con las Primeras Naciones, no excluye toda actividad marina comercial, como el transporte marítimo y la pesca comercial y deportiva.

Las zonas nacionales de conservación marina equilibran la protección del medio ambiente con una actividad económica responsable. Protegen elementos clave del ecosistema, a la vez que preservan los medios de vida de los residentes locales que trabajan en las industrias marinas.
- Stephen Harper, anunciando la propuesta de Área de Conservación Marina Nacional del Lago Superior

## Adquisición de las Islas Wilson
En 2009 las Islas Wilson fueron compradas a propietarios privados. Estas ocho islas casi intactas se encuentran frente a Rossport en aguas de Ontario. La adquisición fue realizada por los gobiernos del Canadá y Ontario y por Nature Conservancy, tanto del Canadá como de los Estados Unidos, con fondos donados, muchos de los cuales fueron aportados por donantes estadounidenses. La adquisición contó con el apoyo sustancial de la Pays Plat First Nation, que cooperaría en la administración de las islas.
Las islas incluyen acantilados, costas rocosas y arenosas, humedales costeros y bosques profundos. La flora incluye el raro musgo del abeto de montaña y el helecho de bosque del norte; la fauna incluye halcones peregrinos, águilas calvas y aves costeras. Su hábitat está ahora protegido de la minería y otros desarrollos. Con esta adquisición, la zona de conservación marina, que ya es la mayor zona protegida de agua dulce del mundo, adquiere y conserva más de 1.900 hectáreas de tierra en el corazón de la reserva.

## Reliquias de la historia de la humanidad
Los naufragios históricos yacen en el fondo del mar del Área de Conservación Marina Nacional del Lago Superior, como el del Gunilda en Rossport. Las costas tienen dos áreas de pictogramas de las Primeras Naciones y la península de Sibley tiene sitios arqueológicos de asentamientos paleoindios, arcaicos y forestales.